# Мартунинський район
Мартунинський район (вірм. Մարտունու շրջան) — колишня адміністративна одиниця у складі невизнаної Нагірно-Карабаської Республіки, території, окупованої військами Вірменії 1993 року. Адміністративний центр — Мартуні (Ходжавенд). Частина району на сході (заштрихована на мапі) залишась під контролем Азербайджану після Першої карабаської війни, частину було визволено під час Другої карабаської війни  2020 року. Район повністю повернувся під контроль Азербайджану в результаті Воєнних дій в Карабасі 2023 року.

## Географія
На півдні межував з Гадрутським районом, на заході та північному заході з Аскеранським районом, на сході та північному сході з Азербайджаном. Східна частина району контролюється Азербайджаном, який вже заснував там азербайджанське поселення Наргізтепе. Влада Азербайджану планує заселити туди 5 тис. азербайджанців.
Район був розташований на південному сході Нагірно-Карабаської Республіки. Найбільшими річками були: Амарас, Варанда, Ішханагет, Кірс та Хонашен.

## Транспорт
У Мартунинському районі є кілька основних автошляхів:
- Головна внутрішньореспубліканська траса «Північ—Південь» (Мартакерт — Дрмбон — Степанакерт — Кармір Шука — Гадрут);
  - Відгалуження від траси «Північ—Південь» від Кармір Шука до райцентру Мартуні;
- Траса Мартуні — Степанакерт;
- Траса Гадрут — Мартуні — Акн (розгалуження на Степанакерт та Мартакерт).

## Населення
Хоч район за площею і невеликих розмірів, але за кількістю населення серед інших районів найбільший (не враховуючи столицю). Щільність населення також найбільша. Після війни демографічний стан району не дуже змінився. Це пов’язано з тим, що головнокомандувачем Мартунинського укріпрайону був Монте Мелконян. Під час його командування район не втратив ні сантиметра.

## Пам’ятники історії та архітектури
- Монастир Амарас;

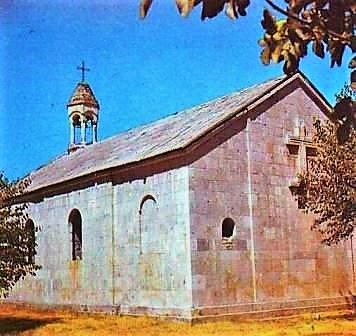
Монастир Амарас, IV ст.

- Пам’ятники Амараської долини (селища, каплиці та ін.);
- Кармір Єхці (XIII століття, усипальниця Мелік-Пашаянів);
- Церква Григоріса (1667—1676 рр., село Херхер поблизу Цоватеха);
- Мавас (Мамас) (монастир XIII століття);
- Пам’ятники села Гавахан (церкви XIX и XVI століть, стародавні цвинтарі);
- Пам’ятники села Чартар (монастир Єгіше, церква Сурб Геворг, пам’ятники-джерела, поселення бронзової доби;
- Фортеця Хленхут в Гіші;
- Пам’ятники в околицях села Ннгі: останки церков, кладовищ, господарських будівель (в тому числі млинів);

- Церква Сурб Таргманчац в Кагарці;

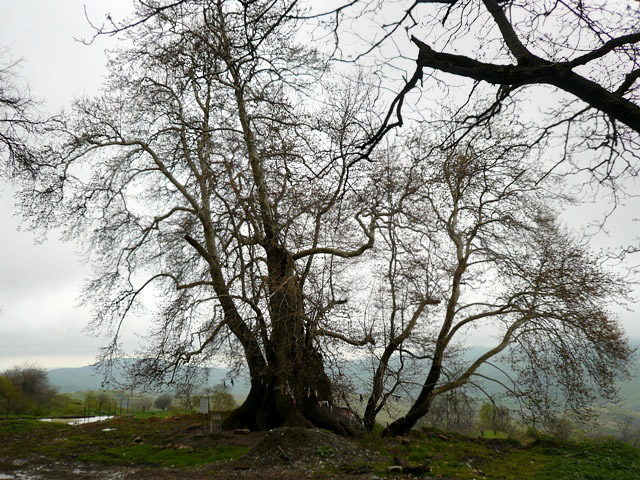
Дерево, якому дві тисячі років

- Пам’ятники Бердашена: фортеця Кусаберд-Ахчкаберд, церква Мец Нахатак (1676 рік), недобудована каплиця Піці Нахатак, церква Сурб Аствацацин та ін.;
- Пам’ятники села Хаци: церква Брі Єхци (XII—XIII століття, є останки будівлі V—VI століття), церква Сурб Аствацацин;
- Пам’ятники села Тахавард: церква XVII—XVIII століть, дві церкви XIX століття, хачкари, пам’ятники-джерела, курганні пагорби та ін.;
- Пам’ятники села Саргісашен: цвинтар, хачкар 1257 р., церква Сурб Аствацацин, пам’ятник-джерело Тандзі ахпюр, млини в Булванц дзорі, останки древніх поселень;
- Пустинь Гевонданц Анапат (будівлі V—VII та XIII століть);
- Двотисячелітнє дерево в селі Схторашен;

та інші